# Wasserwirtschaftsamt Bremen
Das Wasserwirtschaftsamt Bremen war eine städtische Behörde, die für Wasserwirtschaft, Wasserbau und Hochwasserschutz in der Stadtgemeinde Bremen zuständig war. Das Amt entstand im Rahmen einer Verwaltungsreform im Jahre 1939.

## Geschichte
Vorgänger war das Amt für Kanalisation und Kulturbau. Es befand sich zunächst in der Straße Am Deich Nr. 65/66. Da der Zuständigkeitsbereich sich nur auf das Gebiet der Stadt Bremen erstreckte, gehörten bis 1939 Bremen-Nord – bis auf den Stadtteil Vegesack – sowie Mahndorf und Arbergen nicht dazu. Die Behörde unterstand dem Senator für das Bauwesen. Im Zuge einer Vereinheitlichung der Verwaltung in Deutschland ab 1939 erfolgte die Umbenennung in Wasserwirtschaftsamt.

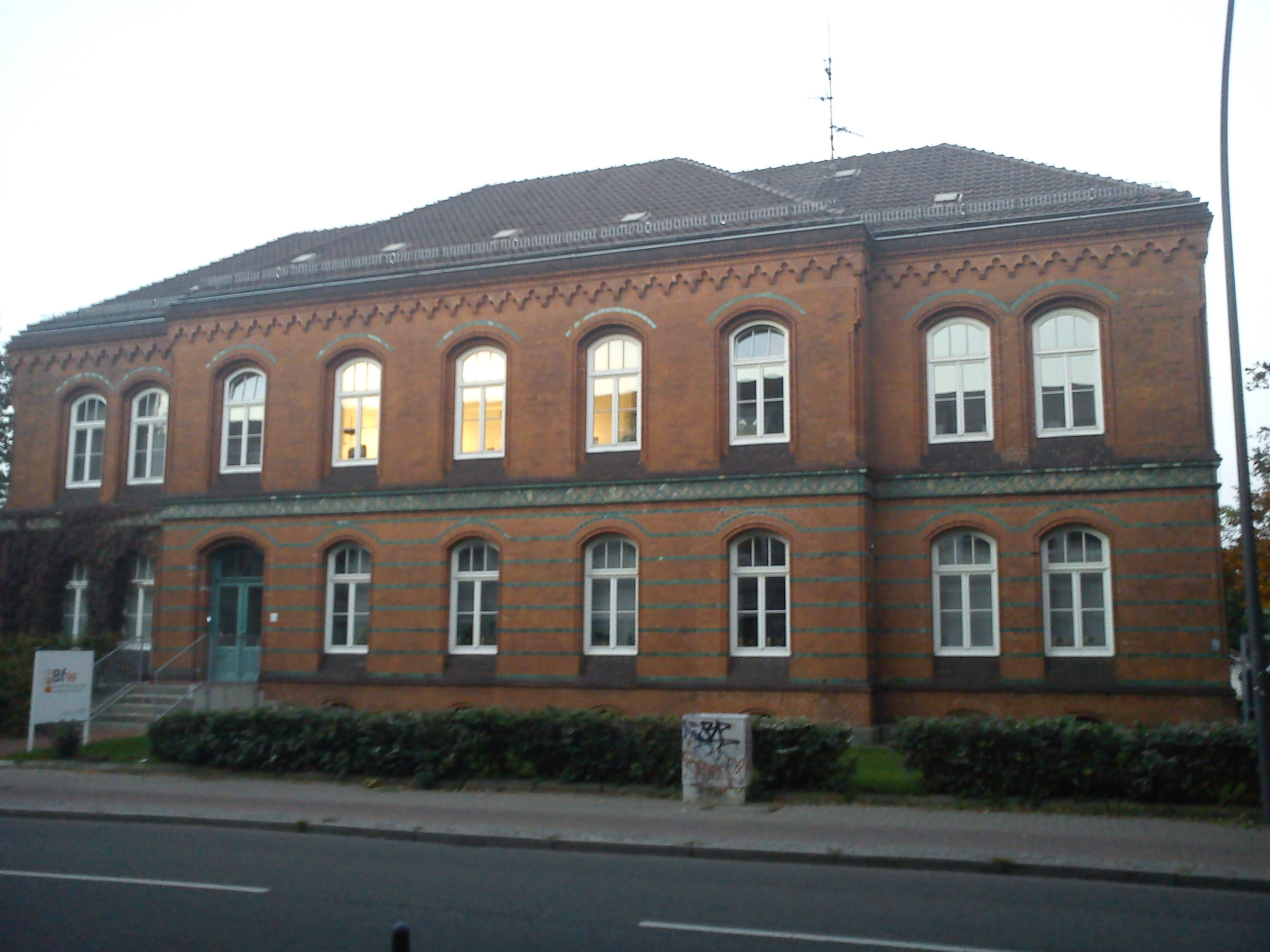
Wasserwirtschaftsamt, Haus 1, ab 1979 in der Schlachthofstraße

Nach 1945 wurden Aufgaben und Zuständigkeiten im Wesentlichen beibehalten. Der Amtssitz wurde in die Bleicherstraße 25 verlegt. In den 1970er Jahren erfolge eine wesentliche Erweiterung um den Gewässerschutz. Ein größeres Gebäude wurde benötigt. Die Wahl fiel auf die ehemaligen Verwaltungsgebäude des Schlachthofs neben dem heutigen Kulturzentrum Schlachthof (Bremen). Im Jahre 1978 wurden diese Gebäude entsprechend umgebaut und 1979 bezogen. Auf dem Hof standen 14 Garagen für Dienstfahrzeuge zur Verfügung. Für die Gewässeruntersuchungen wurde ein eigenes Labor eingerichtet. In den Folgejahren wechselte die vorgesetzte Landesbehörde, so dass das Amt zeitweise auch dem Senator für Umweltschutz und Stadtentwicklung unterstellt war. Das Amt hatte rund 100 Mitarbeiter, die sich aus Beamten, Angestellten und Arbeitern zusammensetzten. 1981 geriet der Leiter des Amtes in die Schlagzeilen der Presse, weil er vom Bremer Amtsgericht „wegen vorsätzlicher unbefugter Gewässerverunreinigung“ zu 650 Mark Geldstrafe verurteilt worden war.
In den 1990er Jahren wurden zunächst alle Aufgaben des Deich- und Hochwasserschutzes auf die Deichverbände übertragen. Der Amtsleiter Hans-Dieter Bücken wurde 1992 erster Präsident der Thüringer Landesanstalt für Umwelt (TLU) in Jena. 1993 wurde das Amt aufgelöst und in die übergeordnete Behörde des Senators für Bau, Umwelt und Verkehr als eigenständige Abteilung Wasserwirtschaft integriert. Der Dienstsitz des Wasserwirtschaftsamt Bremen in der Schlachthofstraße, die inzwischen in Theodor-Heuss-Allee umbenannt worden war, blieb allerdings noch einige Jahre erhalten.
Am 16. Januar 2006 starb der letzte Leiter des Amtes.

## Aufgaben
Unmittelbar war das Wasserwirtschaftsamt zuständig für Bau und Unterhaltung von Gewässern, soweit es sich nicht um Bundeswasserstraßen oder Gewässer von Verbänden oder in Privatbesitz handelt. Als bauendes Amt war es dem Senator für das Bauwesen unterstellt. Es nahm außerdem die Aufgaben der unteren Wasserbehörde im Sinne des Wasserhaushaltsgesetzes wahr. Im Bereich der Gewässergüte war es dem Senator für Gesundheit und Umweltschutz unterstellt. Unmittelbar war das Amt zuständig als Träger öffentlicher Belange, als Genehmigungsbehörde im Verwaltungsverfahren nach dem Wasserrecht, als informierende und beratende Fachbehörde sowie bei staatlichen Zuwendungsverfahren.
Das Wasserwirtschaftsamt war mittelbar zuständig bei der Trinkwasserver- und Abwasserentsorgung. So wurde etwa die Einleitung von Abwasser durch die Klärwerke kontrolliert. Die Trinkwasserversorgung selbst wurde durch die Stadtwerke Bremen wahrgenommen. Für die kommunale Abwasserentsorgung war bis 1990 das Amt für Stadtentwässerung und Abfallwirtschaft zuständig; diese Aufgaben wurden ab 1999 von der hanseWasser Bremen GmbH übernommen. Wasserbauliche Maßnahmen wurden in Abstimmung mit den Deichverbänden durchgeführt.

## Wärmelastplan Weser
Im Jahre 1974 war das Wasserwirtschaftsamt Bremen federführend bei der Erstellung des Wärmelastplan Weser der Arge Weser. Daraus ergab sich, dass durch das Kühlwasser der Kraftwerke entlang der Weser der Fluss erwärmt wurde und Situationen der Sauerstoffarmut auftreten würden, was durch Beobachtungen in der Folgezeit bestätigt worden ist. Aufgrund der Ergebnisse wurden die Kühlwassertemperaturen für die Kraftwerksbetreiber begrenzt, um das Sterben der Fische zu verhindern. Die Begrenzung führte im Sommer zu Betriebseinschränkungen z. B. des Kernkraftwerks Esenshamm. Dieses Kraftwerk, das 50 km von Bremen flussabwärts liegt, verzeichnete demzufolge im Jahre 1991 einen Betriebsverlust von umgerechnet 4,6 Volllasttagen, 1994 waren es rund 24 Tage.